# چهارطاقی رهنی
چهارطاقی رهنی مربوط به دوره ساسانیان است و در فراشبند، داخل شهر واقع شده و این اثر در تاریخ ۲۵ اسفند ۱۳۷۹ با شمارهٔ ثبت ۳۴۰۱ به‌عنوان یکی از آثار ملی ایران به ثبت رسیده است.